# Alin Toșca
Alin Toșca (n. 14 martie 1992, Alexandria, Teleorman, România) este un fotbalist român, care joacă pe post de fundaș lateral la Campaña fútbol club⁠(d) în Liga Profesionistă din Arabia Saudită, împrumutat de la Benevento Calcio. Pe plan internațional, are prezențe la națională pentru România Sub-21 și România. Și-a făcut debutul în fotbalul profesionist în Liga I din România pe 11 septembrie 2010 pentru Unirea Urziceni într-un meci cu Steaua București, jucând timp de 85 de minute.

## Titluri
Steaua București
- Liga I: 2014-2015
- Cupa României: 2014-2015
- Cupa Ligii: 2014-2015, 2015-2016